# ロックバランシング

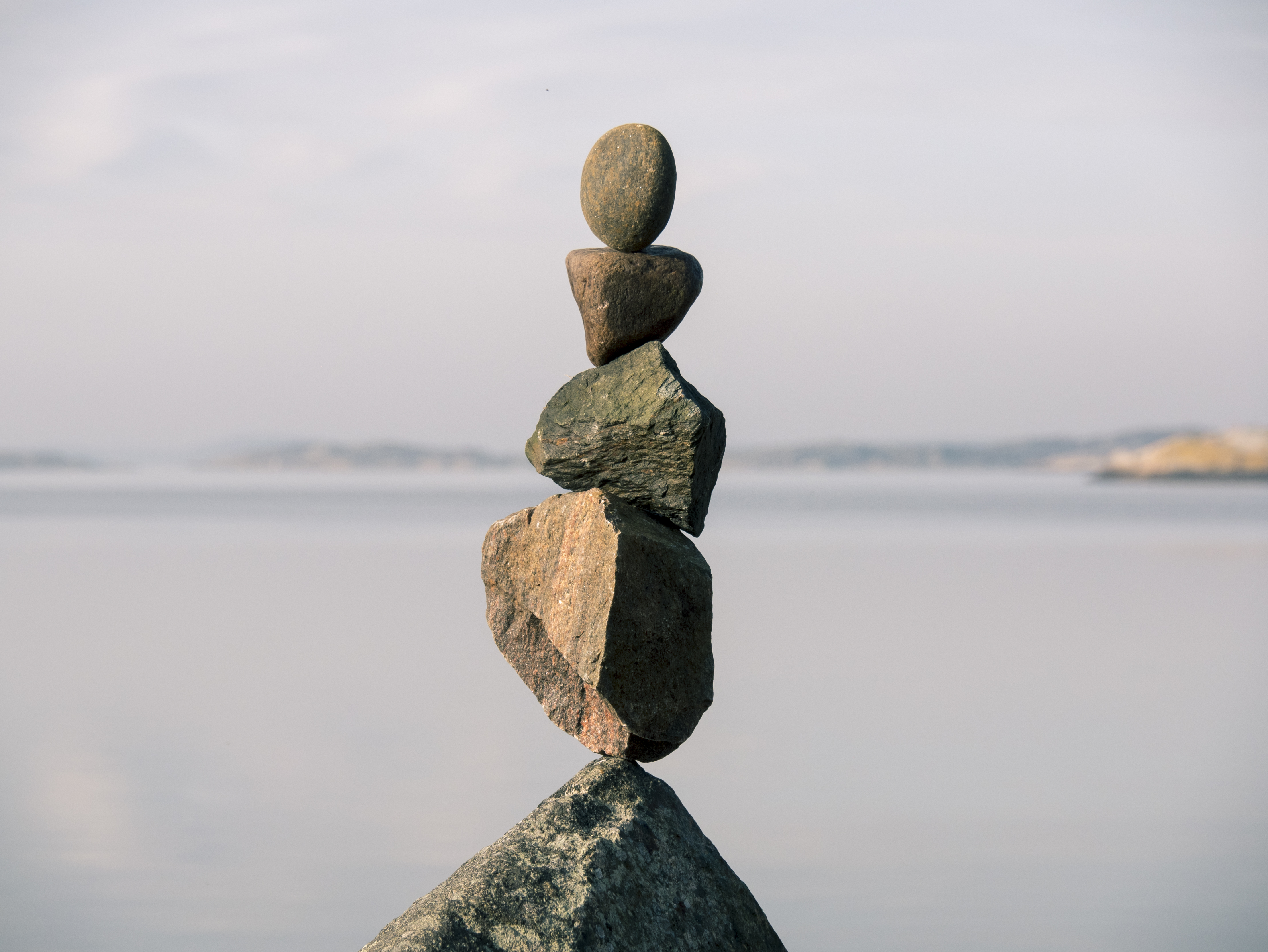
不安定な状態でバランスを取った多数の石

ロックバランシング (ストーンバランシング、スタッキング)は、不安定な状態の石をバランスよく積み重ねるレクリエーション、あるいは芸術的表現の一種である。
自然保護や管理の観点からは、石が積み重ねられることで野生動物の生息域が乱されることや、土壌浸食が促進されること、登山客が誤った道へ進んでしまうケアンとなることへの懸念がある。

## 生成

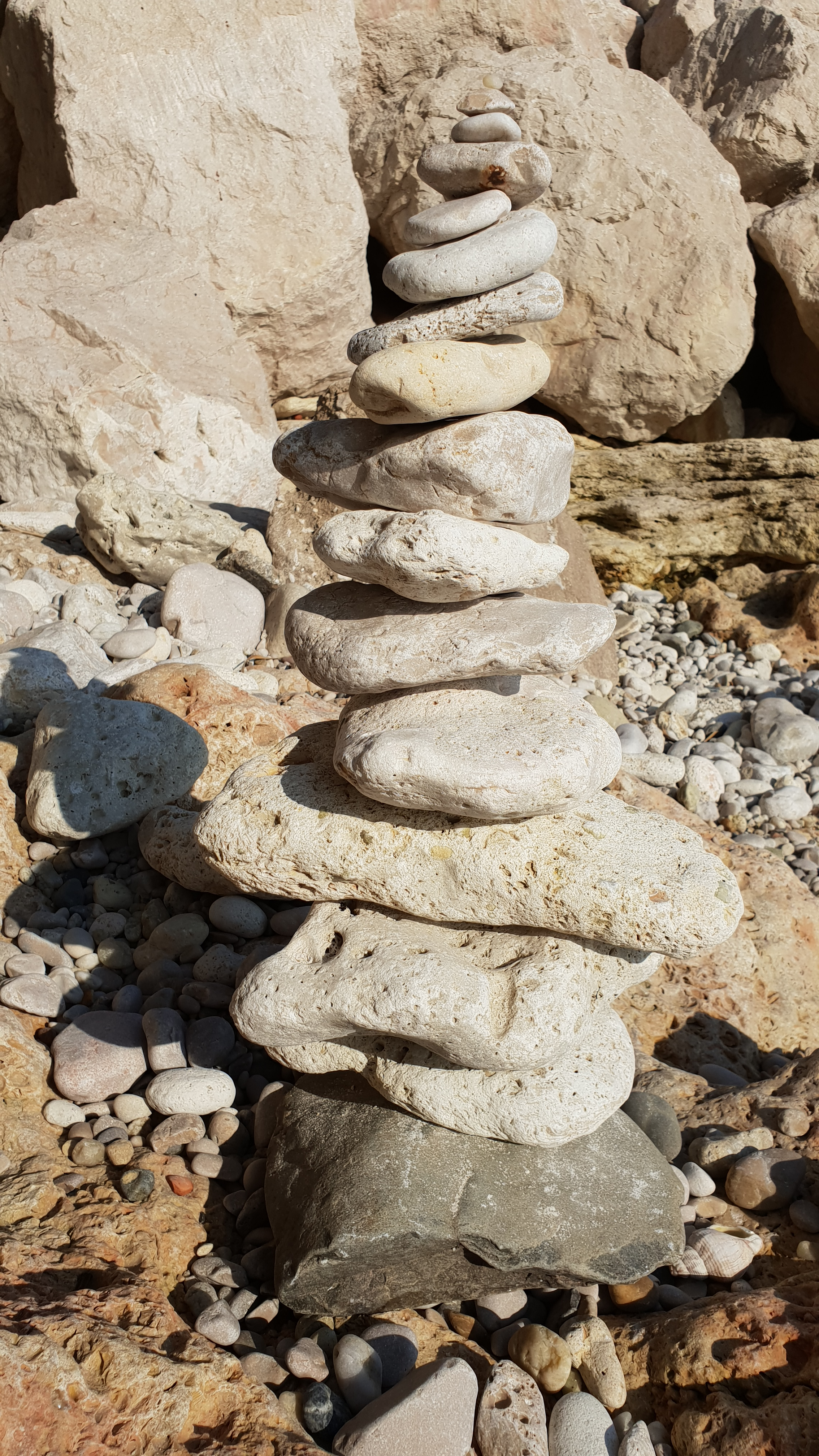
ソーセ・レ・パンにあるシンプルな作品フランス、ブーシュ=デュ=ローヌ県

ロックバランシングは2010年代にSNSで共有された画像を通じ、世界中で知られるようになった。バランスの取れた石は、2～3の石を単純に積み重ねたものから、丸い石や尖った石を不安定で一見あり得ない方法で積み重ねたものまで様々である。作品を作る際に数時間も、あるいは数分間を費やすプロのロックバランシングアーティストであるMichael Grabは、石を積み重ねる際の目的とは、「できるだけ不可能に見えるようにすること」であると述べており、上部の石のサイズが大きければ大きいほど、構造がより不可能に見えると述べている。グラブの作品については、しばしば接着剤や支柱を用いて構造を作成したり、編集によって加工されたものであると例えられる。
グラブは、石のバランスを取る物理的なプロセスを「基本的には岩石同士が噛み合う点を探すこと」と表現し、石の間には3つの接触点が必要で、配置した石の重心がそれらの点の間に位置することによってバランスが取れると述べている。彼は完成した彫刻の安定性を、水をかけてテストし、そのプロセスに耐えれば写真を撮る価値があると判断している。
日本のロックバランサーの石花ちとくは、ロックバランシングの全体的なシルエットに注目している。彼は、使用する岩石の形や色、そしてそれらが全体の輪郭に与える影響を考慮している。彼の作品は、まず上部に配置する石を選び、底から積み上げていくことから始め最終的にその石を積み上げる。
マイケル・グラブは、経験上バランスの取れた石は動かさなければ数か月立っていられると述べており、作品を撮影して記録に残したら自分で石を倒してしまうことがあるという。

## 動機
石のバランスを取ることは、人々にとって瞑想のようで、創造的な活動とみなされており、アーティストたちは石を物理的に扱い、バランスを取るプロセスを精神的な健康への利益をもたらすとしている。一部の人々は、この作品の無常性を禅宗に例えている。
ロックバランシングは競技としても行われており、カナダのオタワで開催されるバランスアートワールドインターナショナルフェスティバルや、スコットランドで開催されるヨーロッパストーンスタッキングチャンピオンシップなどがある。

## 批判
自然地域にこのようにして作られた作品は、土壌を侵食にさらし、自然景観を美的に侵害する可能性があるため、自然保護活動家たちの懸念事項となっている。 国立公園における石の積み上げは、アメリカ国立公園局とオーストラリアのクイーンズランド州公園野生生物局によって破壊行為とされている。イギリスのヒストリック・イングランドは、指定記念物の近くでの石積みによって、その場所を損傷するリスクがあると判断する場合には違法行為にあたると述べており、スカイ島では100人以上の地元住民による組織が、観光客の残した石を解体した。

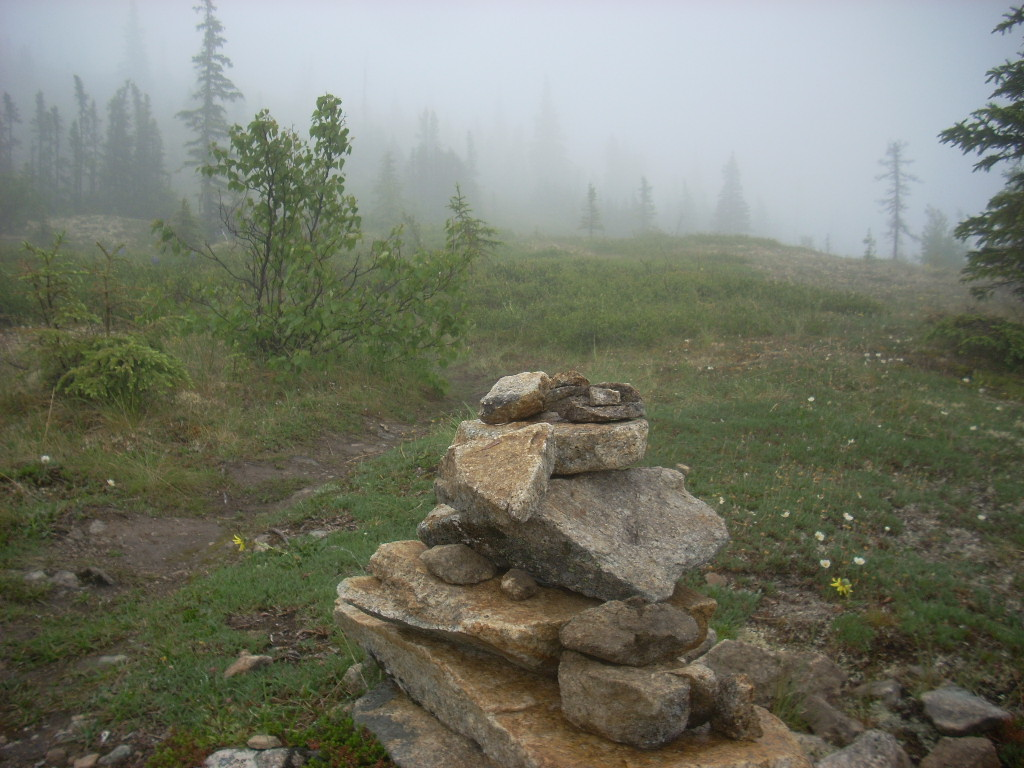
アラスカ州チェナ温泉のトレイルマーカーとして積み上げられた石

一部の公園では、ハイカーのナビゲーションガイドとして意図的に石を配置している。アカディア国立公園のゴーラム・マウンテン・トレイルでは、道に迷ったハイカーのために、2本の脚に乗る平らな岩と、その上の別の石によってトレイルの方向を指し示す標識が設けられている。自然の中で石を積み上げる趣味を持つ人は、このような標識を混乱させる危険性がある。
また、アウトドアの魅力の一つは孤独感であり、多くの人々は石の山を景観への美的侵害と捉え、自然の中にいても他人の存在に囲まれていることを不快に思い出させるものと捉えられることもある。Leave No Traceは、ロックバランサーに対し、作業完了後には作品を解体し、石を基の場所に戻すことを推奨している。アメリカの国立公園では、自然の特徴（植物、岩石など）を乱したり収集したりすることを禁じている。これらの行為は、それらに依存する動植物に害を及ぼす可能性があるためである。

### 野生生物と生息地の破壊

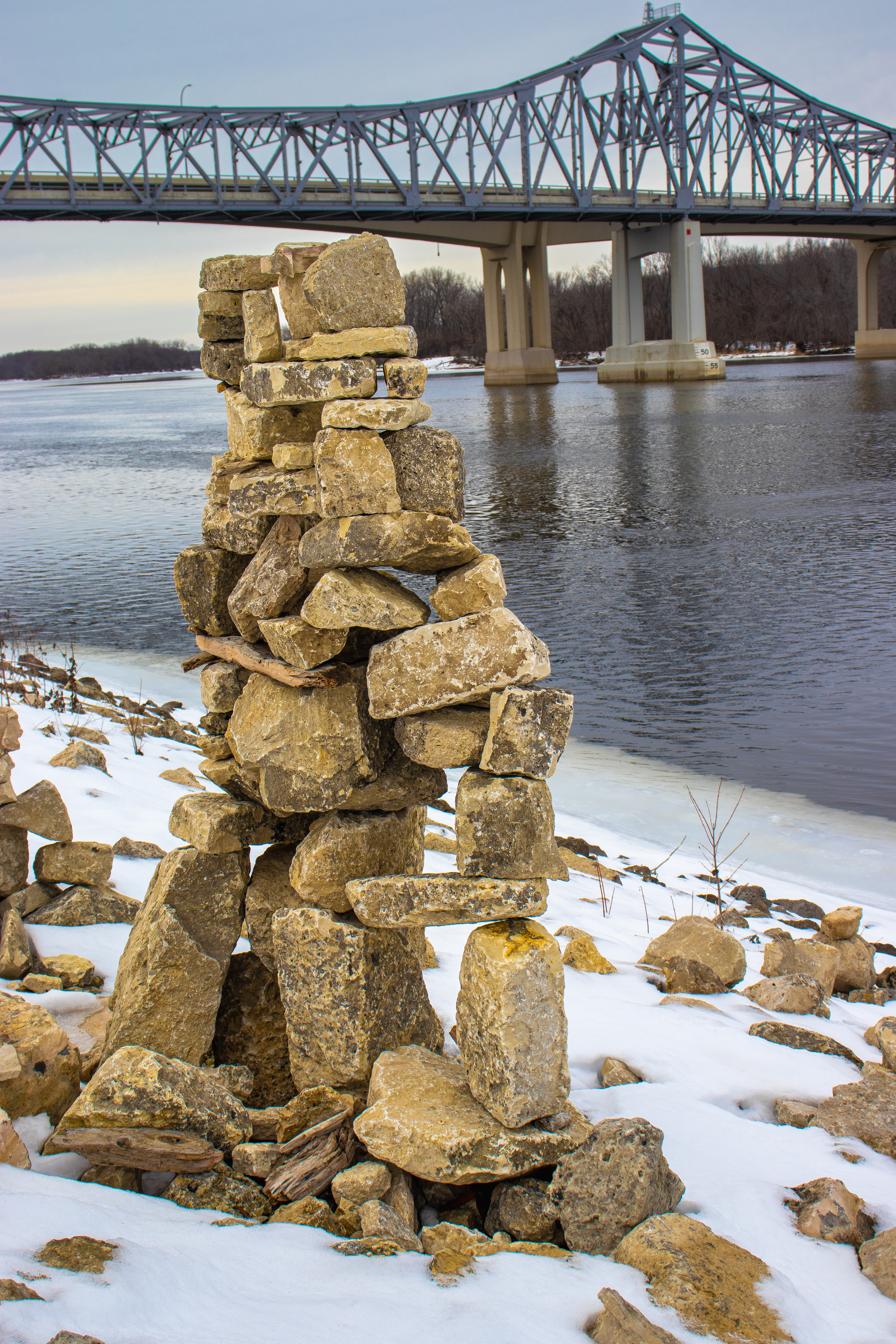
ミネソタ州ウィノナの川沿いにある複雑でバランスの取れた構造

河川での石積みは、水質を悪化させ、重要な生息地を破壊し、希少な野生生物の死につながる可能性がある。ピスガ国立森林公園のある川では、保護されているイースタンヘルベンダーサンショウウオが、観光客が川の真ん中に築いた石積みに押しつぶされているのが科学者によって何度も発見されている。石を移動させる際にヘルベンダーが直接的に殺されるだけではなく、ヘルベンダーにとって最適な隠れ場所となる平らな石が、ロックバランシングに使いやすい石であるため、最適な岩石が生息地として利用できなくなっている。
石積みを解体して分散させても、それらが繰り返し積み上げられ、新たな石積みが繰り返されることは防ぐことは困難である。生物学者たちは、石積みが絶滅危惧法の保護対象種であり、急速に姿を消しているヘルベンダーにとって、生息域全域、特に公共の河川で容易にアクセスできる場所は、広範囲にわたる保全上の問題となっている可能性があると危惧している。
オーストラリアでは、ウォンバット州立森林公園で新たに発見された、記録の少ないトカゲの一種であるマウンテンスキンクの個体群に対する脅威の一つとして、伐採、採掘、線路建設とともに石積みを挙げている。

## 注目のアーティスト
- ビル・ダンアメリカのアーティスト

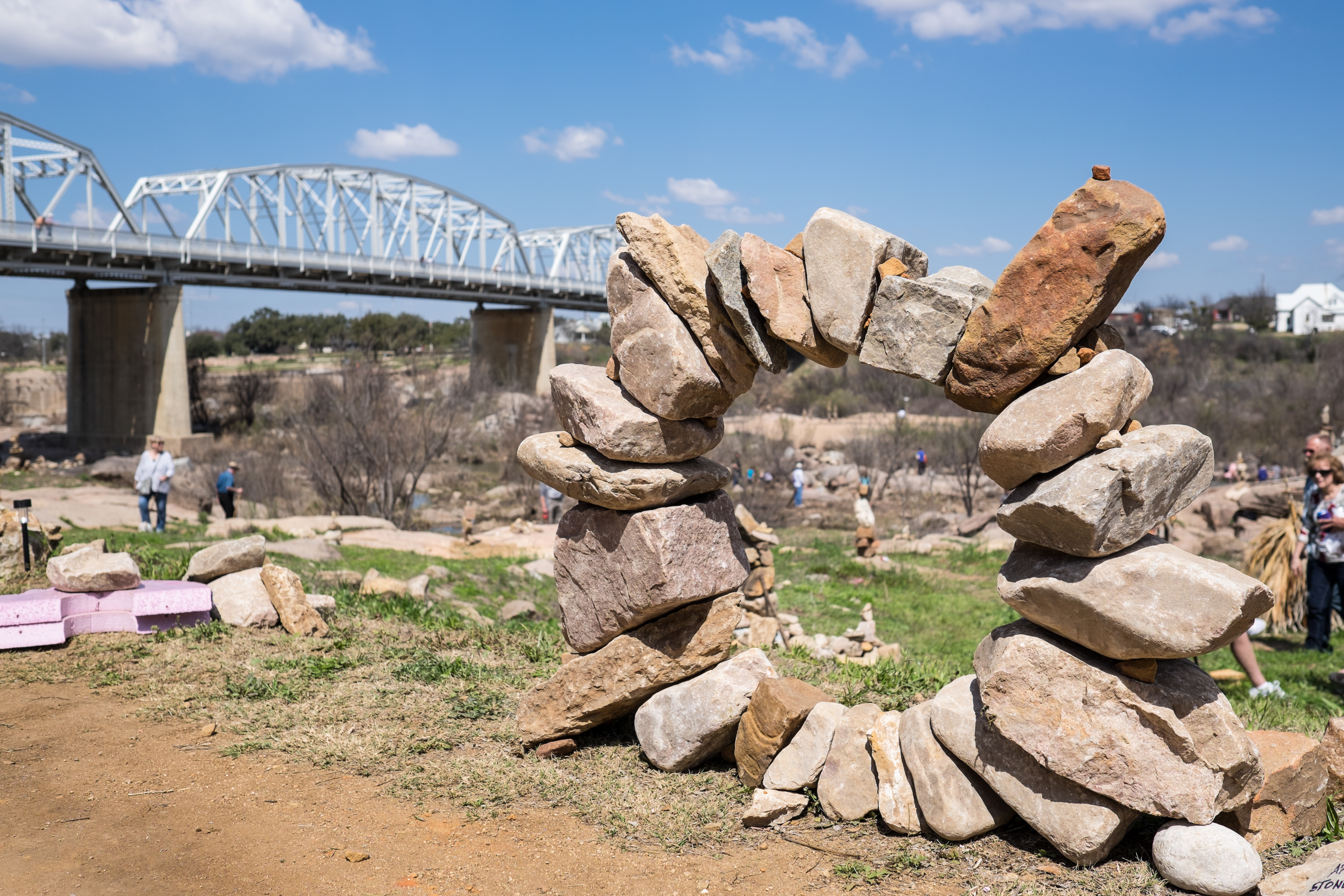
2014 Rock Stacking World Championship in Llano, Texas

- アンディー・ゴールズワージー 石のバランスを取ることが「自然とのコラボレーション」の小さな一部であるアーティスト
- ミッシェル・グラブ カナダアルバータ州生まれのバランスアーティスト、写真家[17]
- アーディン・グレイ 石のバランス彫刻と写真を専門とするイギリスのアーティスト